# Hyrieus
Hyrieus – postać w mitologii greckiej, król Hyrii, syn Learcha i nereidy Proto.
Kiedy Atamas w napadzie szału zabił Learcha, Proto uciekła z Teb. Nowo narodzonego syna porzuciła na nadmorskiej polanie. Hyrieusem zajęła się muza Urania, a na polanie założył on potem miasto Hyria.
Był mężem Euriale, jednej z gorgon. Podczas nieobecności króla Posejdon, przybrawszy jego postać, zjawił się u Euriale i został ojcem Oriona (według innej wersji Orion był synem Hyrieusa). Kiedy gorgony padły ofiarą klątwy Ateny, Hyrieus wygnał Euriale z Hyrii.
Zatrudnił Agamedesa i Trofoniosa do budowy skarbca. Kiedy jednak wkrótce odkrył, że jego architekci potrafią się dostawać do skarbca nie zostawiając śladów, zwrócił się o pomoc do Dedala, który urządził zasadzkę. Wpadł w nią Agamedes, zabity przez Trofoniosa, z kolei strąconego do Tartaru.
Później Hyrius zakochał się w pięknej Klonii, która urodziła mu synów Likosa i Nikteusza.